# 葛野辰次郎

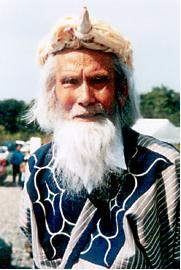
葛野辰次郎の写真

葛野 辰次郎（くずの たつじろう、1910年（明治43年）4月10日 - 2002年（平成14年）3月27日）は、アイヌ語・アイヌ文化の伝承者。

## 略歴・人物
北海道日高管内・静内郡静内町字東別（現・日高郡新ひだか町）に生まれ育つ。祖父は和人（青森県むつ市田名部出身）、祖母はアイヌ。父・小天（民族名 Kocinpauk）と母・タク（民族名 ukaecure）の8人兄弟の末子として生まれる。つる夫人（1912-1989）は和人だが、幼児期より静内町東静内のアイヌに育てられ、アイヌ語もよくできた。アイヌ語で育ったが、小学校は和人と同じ学校であったため日本語を学んだ。和人との交流が深まるにつれ、日本語中心の生活になり、アイヌ語はあまり使わなくなった。
1944年（昭和19年）6月に徴兵のため召集され、横須賀海兵団に入り検査を受けた際に肺浸潤の診断を受け、退団させられ帰郷する。後年、その肺がもとで13年も入院生活を送ることになった。病院にいる間、若くして亡くなることになる長男からアイヌ語を教えてほしいと頼まれるが断り、その長男から「アイヌ語も知らなくて何がアイヌだ」と言われたことに発奮し、祖先から受け継いだ民族文化についての知識をノートに記述し始めるようになったという。 
葛野エカシはアイヌ語を話し、伝統に則ったカムイノミを行える数少ない伝承者で、多くのアイヌの精神的指導者として、エカシ（長老）と呼ばれ、同胞から尊敬され続けてきた人物であり、神々と共に生きるアイヌの精神文化を語り伝える偉大な思想家であった。アイヌ語の祈り言葉などを自ら書き綴ったものをまとめた著書『キムスポ』I～Vを自費出版した。
葛野エカシの、アイヌ文化を後世に残したいという強い想いに打たれ、影響を受けた者は数多い。その一人にアイヌ初の日本の国会議員であった萱野茂やアイヌミュージシャンのOKIなどがいる。OKIのファーストアルバムに収録された「ウトゥワスカラプ」は、『キムスポ』のエカシの言葉にオキがメロディーをつけて生まれた曲である。
息子の一人である葛野次雄は父の意思を次ぐアイヌ文化伝承者である。

## 受賞歴
- 1985年（昭和60年）北海道文化財保護功労賞受賞[4]
- 1997年（平成9年）第1回アイヌ文化賞受賞[5]

## 関った行事
アイヌ民族博物館にて、葛野エカシの指導による祭り
- 1983年：アイヌ民族博物館地鎮祭
- 1984年、1991年：守護神の送り儀式
- 1989年：イオマンテ
- 1997年：ポロチセ新築祝い

他、各地の儀式に参加指導した。